# فرانسوا سور
آلبرتو فرانسوا سِوِر گُلدنبرگ (فرانسوی: Albert François Cevert Goldenberg‎؛ زادهٔ ۲۵ فوریهٔ ۱۹۴۴ در پاریس، درگذشتهٔ ۶ اکتبر ۱۹۷۳ در واتکینز گلن، نیویورک) رانندهٔ مسابقات اتومبیل‌رانی فرمول یک اهل فرانسه بود که از فصل ۱۹۷۰ تا ۱۹۷۳ در مجموع در ۴۷ گراند پری شرکت کرد.
او در طول دوران فعالیت خود در فرمول یک در ۲ مسابقه موفق شد سریع‌ترین زمان طی یک دور پیست را به نام خود ثبت کند. او در این مسابقات ۱۳ بار بر روی سکو رفت، یک بار به پیروزی دست یافت، و ۸۹ امتیاز را نیز به نام خود به‌ثبت رساند.
سِوِرت در ۶ اکتبر ۱۹۷۳ بر اثر تصادف رانندگی به‌هنگام مسابقه در واتکینز گلن، نیویورک درگذشت.